# Fragüita
Fragüita är en ort i kommunen Tejupilco i delstaten Mexiko i Mexiko. Samhället hade 101 invånare vid folkräkningen 2020.